# 北烏山

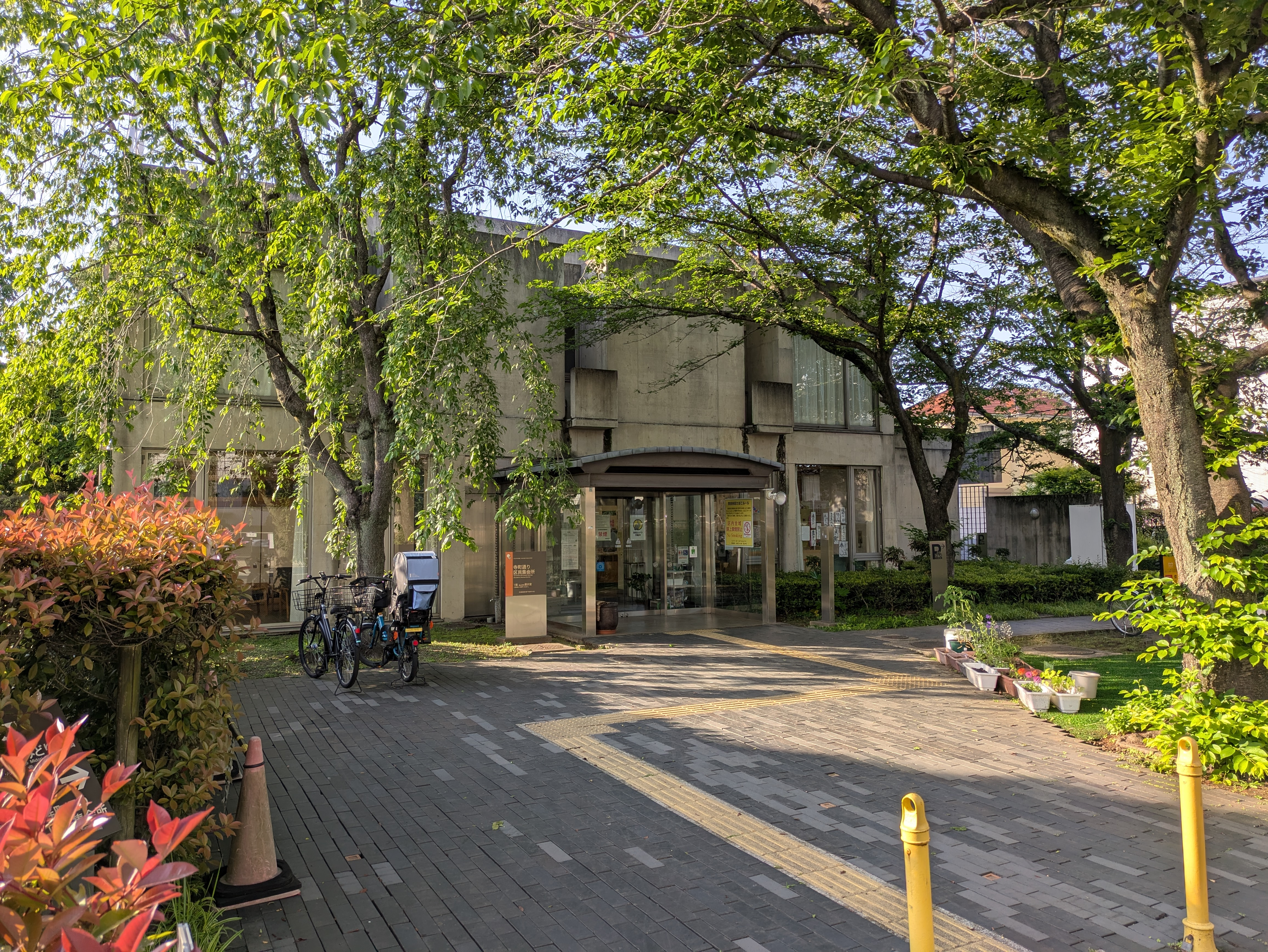
寺町通り区民集会所

北烏山（きたからすやま）は、東京都世田谷区の地名。烏山地域烏山地区に属する。現行行政地名は北烏山一丁目から北烏山九丁目。住居表示実施済区域。

## 地理
東から時計回りに、杉並区上高井戸、世田谷区南烏山、世田谷区上祖師谷、世田谷区給田、三鷹市北野、三鷹市牟礼、杉並区久我山、に接する。
南部は甲州街道に接し街区南側境界に位置する。また街区中部は中央自動車道が横断する。
南部は甲州街道沿いの集落が起源で、北部は、主に、下記「烏山寺町」が契機である。こうしたことから北部は、「久我山」「三鷹」を称する施設が散見されるなど、千歳烏山駅周辺とは異なる特色がある。

### 地価
住宅地の地価は、2025年（令和7年）1月1日の公示地価によれば、北烏山7-15-16の地点で40万9000円/m2、北烏山9-23-10の地点で44万9000円/m2となっている。

### 地形
比較的水はけが悪い場所があり、集中豪雨時には内水氾濫により浸水被害が出ることがある。

## 歴史

### 地名の由来
南北朝時代から見られる地名。烏の群生する森があったためか、烏色とされる黒土が山状に盛り上がった地であったことからと思われる。

### 住居表示実施前後の町名の変遷
| 実施後       | 実施年月日   | 実施前（特記なければ各町丁ともその一部） |
| ------------ | ------------ | ---------------------------------------- |
| 北烏山一丁目 | 1970年9月1日 | 烏山町の一部                             |
| 北烏山二丁目 | 1970年9月1日 | 烏山町の一部                             |
| 北烏山三丁目 | 1970年9月1日 | 烏山町の一部                             |
| 北烏山四丁目 | 1970年9月1日 | 烏山町の一部                             |
| 北烏山五丁目 | 1970年9月1日 | 烏山町の一部                             |
| 北烏山六丁目 | 1970年9月1日 | 烏山町の一部                             |
| 北烏山七丁目 | 1970年9月1日 | 烏山町の一部                             |
| 北烏山八丁目 | 1970年9月1日 | 烏山町の一部                             |
| 北烏山九丁目 | 1970年9月1日 | 烏山町の一部                             |

## 世帯数と人口
2025年（令和7年）1月1日現在（世田谷区発表）の世帯数と人口は以下の通りである。
| 丁目         | 世帯数     | 人口     |
| ------------ | ---------- | -------- |
| 北烏山一丁目 | 2,517世帯  | 5,255人  |
| 北烏山二丁目 | 1,218世帯  | 2,125人  |
| 北烏山三丁目 | 1,831世帯  | 3,288人  |
| 北烏山四丁目 | 1,023世帯  | 1,982人  |
| 北烏山五丁目 | 613世帯    | 1,351人  |
| 北烏山六丁目 | 2,011世帯  | 3,798人  |
| 北烏山七丁目 | 1,578世帯  | 3,226人  |
| 北烏山八丁目 | 1,553世帯  | 3,076人  |
| 北烏山九丁目 | 1,440世帯  | 2,755人  |
| 計           | 13,784世帯 | 26,856人 |

### 人口の変遷
国勢調査による人口の推移。
| 年                 | 人口   |
| ------------------ | ------ |
| 1995年（平成7年）  | 22,317 |
| 2000年（平成12年） | 23,760 |
| 2005年（平成17年） | 24,428 |
| 2010年（平成22年） | 26,359 |
| 2015年（平成27年） | 27,314 |
| 2020年（令和2年）  | 27,877 |

### 世帯数の変遷
国勢調査による世帯数の推移。
| 年                 | 世帯数 |
| ------------------ | ------ |
| 1995年（平成7年）  | 9,569  |
| 2000年（平成12年） | 10,940 |
| 2005年（平成17年） | 11,540 |
| 2010年（平成22年） | 12,498 |
| 2015年（平成27年） | 12,845 |
| 2020年（令和2年）  | 13,515 |

## 学区
区立小・中学校に通う場合、学区は以下の通りとなる（2024年8月現在）。
| 丁目         | 番地    | 小学校                 | 中学校                   |
| ------------ | ------- | ---------------------- | ------------------------ |
| 北烏山一丁目 | 全域    | 世田谷区立武蔵丘小学校 | 世田谷区立烏山中学校     |
| 北烏山二丁目 | 全域    | 世田谷区立武蔵丘小学校 | 世田谷区立烏山中学校     |
| 北烏山三丁目 | 全域    | 世田谷区立烏山北小学校 | 世田谷区立烏山中学校     |
| 北烏山四丁目 | 全域    | 世田谷区立烏山北小学校 | 世田谷区立烏山中学校     |
| 北烏山五丁目 | 1～18番 | 世田谷区立烏山北小学校 | 世田谷区立烏山中学校     |
| 北烏山五丁目 | 9〜23番 | 世田谷区立給田小学校   | 世田谷区立烏山中学校     |
| 北烏山六丁目 | 全域    | 世田谷区立烏山北小学校 | 世田谷区立烏山中学校     |
| 北烏山七丁目 | 全域    | 世田谷区立給田小学校   | 世田谷区立烏山中学校     |
| 北烏山八丁目 | 全域    | 世田谷区立給田小学校   | 世田谷区立烏山中学校     |
| 北烏山九丁目 | 全域    | 世田谷区立給田小学校   | 世田谷区立上祖師谷中学校 |

## 事業所
2021年（令和3年）現在の経済センサス調査による事業所数と従業員数は以下の通りである。
| 丁目         | 事業所数  | 従業員数 |
| ------------ | --------- | -------- |
| 北烏山一丁目 | 83事業所  | 646人    |
| 北烏山二丁目 | 27事業所  | 755人    |
| 北烏山三丁目 | 49事業所  | 552人    |
| 北烏山四丁目 | 35事業所  | 320人    |
| 北烏山五丁目 | 28事業所  | 252人    |
| 北烏山六丁目 | 54事業所  | 874人    |
| 北烏山七丁目 | 55事業所  | 547人    |
| 北烏山八丁目 | 71事業所  | 627人    |
| 北烏山九丁目 | 47事業所  | 553人    |
| 計           | 449事業所 | 5,126人  |

### 事業者数の変遷
経済センサスによる事業所数の推移。
| 年                 | 事業者数 |
| ------------------ | -------- |
| 2016年（平成28年） | 419      |
| 2021年（令和3年）  | 449      |

### 従業員数の変遷
経済センサスによる従業員数の推移。
| 年                 | 従業員数 |
| ------------------ | -------- |
| 2016年（平成28年） | 4,521    |
| 2021年（令和3年）  | 5,126    |

## 烏山寺町
北烏山は寺町が発達しており、26の寺院が並ぶ。1923年の関東大震災の後、下町（浅草・築地・本所等）で焼け出された22の寺院が集団移転したものが始まりである。
- 幸龍寺 - 徳川家康が浜松城（静岡県浜松市）下に建立した寺を移転した寺院。肥前国唐津藩（佐賀県唐津市）小笠原氏の現在の菩提寺。
- 高源院鴨池 - 高源院境内にある。目黒川の支流である烏山川の源流であり、途中暗渠化されたりしているものの烏山川緑道をたどり、市街地の中を路地を縫って池尻の目黒川までたどることができる。
- 存明寺 - 願龍法師によって正保4年（1647年）に江戸城の桜田郷（現在の警視庁のある場所）に建立。その後、関東大震災後の区画整理によって昭和2年（1927年）現在の地・烏山に移転。
- 妙寿寺 - 客殿は旧蓮池藩鍋島家住宅で、世田谷区指定有形文化財。
- 専光寺 - 江戸時代の浮世絵師である喜多川歌麿の墓がある。

## 寺院以外の主要施設
- 成城警察署松葉通駐在所
- 日本女子体育大学
- 東京都立世田谷泉高等学校
- 東京都立久我山青光学園
- 世田谷区立烏山北小学校
- 世田谷区立武蔵丘小学校
- 昭和医科大学烏山病院
- 久我山病院
- 世田谷区立烏山福祉作業所
- 岩崎学生寮
- 朝日生命久我山体育館（朝日生命体操クラブ・体操教室）
- 三井住友海上女子柔道部世田谷道場
- 東電パワーグリッド千歳変電所

## 交通

### 鉄道
| 隣接する街区の駅                                          |
| --------------------------------------------------------- |
| 京王井の頭線 - 久我山駅(IN 14) 京王線 - 千歳烏山駅(KO 12) |

### 道路

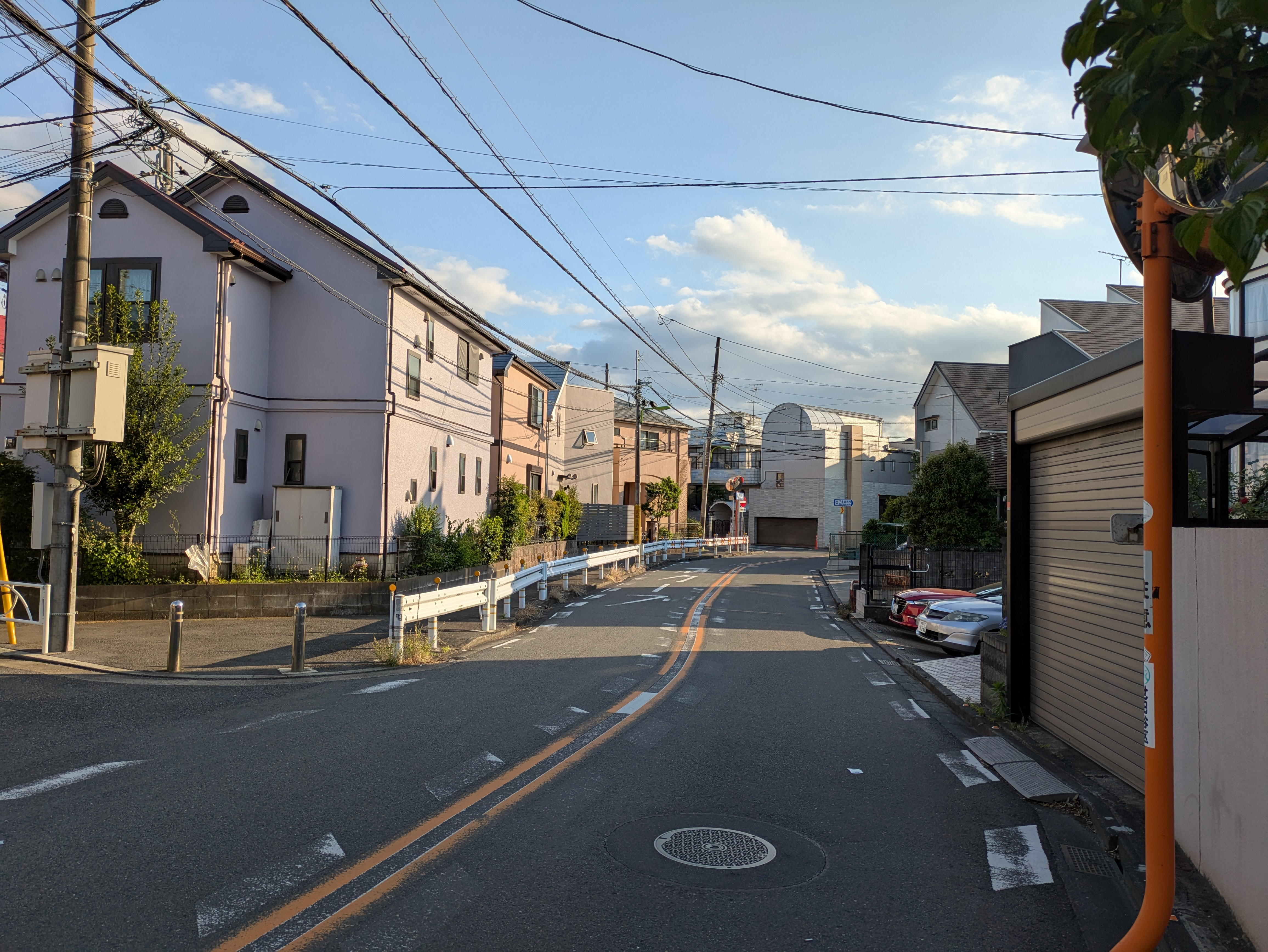
下本宿通り

- 中央自動車道
- 国道20号ｰｰｰ(甲州街道)
- 下本宿通り

## その他

### 日本郵便
- 郵便番号 : 157-0061[2]（集配局 : 成城郵便局[17]）。